# Gölmarmara
Gölmarmara là một huyện thuộc tỉnh Manisa, Thổ Nhĩ Kỳ. Huyện có diện tích 288 km² và dân số thời điểm năm 2007 là 16087 người, mật độ 56 người/km².